# Smaragdina reyi
Smaragdina reyi es una especie de insecto coleóptero de la familia Chrysomelidae.
Fue descrita científicamente en 1866 por C. Brisout.